# Nadeschda Anatoljewna Dubowa
Nadeschda Anatoljewna Dubowa (russisch Надежда Анатольевна Дубова; * 17. September 1949 in Moskau) ist eine sowjetisch-russische Anthropologin, Ethnologin und Prähistorikerin.

## Leben
Nach dem Mittelschulabschluss 1966 begann Dubowa das Studium an der Lomonossow-Universität Moskau (MGU) in der Biologie-Bodenkunde-Fakultät, das sie 1971 am Lehrstuhl für Anthropologie abschloss. Sie verteidigte mit Erfoĺg ihre Diplomarbeit über anthropologische Charakteristika einiger Bevölkerungsgruppen in Nordtadschikistan, die von Jakow Roginski betreut worden war und die beim Diplomarbeitswettbewerb der Fakultät den ersten Platz erreichte.
Mit der Verteilung vom Dezember 1971 kam Dubowa in die Anthropologie-Abteilung des Miklucho-Maklai-Instituts für Ethnographie der Akademie der Wissenschaften der UdSSR in Moskau. Von 1975 bis 1978 war sie Fern-Aspirantin des Forschungsinstituts und Museums für Anthropologie der MGU bei Waleri Alexejew. Ihre Dissertation über die anthropologische Zusammensetzung der tadschikischen Bevölkerung in Nordtadschikistan verteidigte sie 1978 erfolgreich für die Promotion zur Kandidatin der biologischen Wissenschaften.
Dubowa nahm an mehr als 60 Expeditionen in Tadschikistan, Turkmenistan, Usbekistan, Kirgisistan, im Autonomen Kreis der Tschuktschen, in Kamtschatka, im Süden und Norden des Kaukasus, in der Ural-Region, in Westsibirien, im russischen Schwarzerde-Gegiet und im russischen Norden teil. In ihren zahlreichen Veröffentlichungen behandelte sie auch Probleme der Paläoanthropologie, Wanderungen der Bronzezeit und ökologische Aspekte.
Dubowa nahm 1992 an der Sommerschule über quantitative Methoden der Empirischen Sozialforschung des Institute for Social Research der University of Michigan in Ann Arbor teil.
Ab 2000 beteiligte sich Dubowa an der Arbeit der von Wiktor Sarianidi geleiteten archäologischen Margiana-Expedition, deren Leiterin sie 2014 wurde. Sie verteidigte mit Erfolg ihre Doktor-Dissertation über das Verhältnis von biologischer und sozial-kultureller Differenzierung von Menschen am Beispiel der Völker Zentralasiens, des Nordkaukasus und der Ural-Region für die Promotion zur Doktorin der historischen Wissenschaften 2003.